# HMS Hermione (74)
La HMS Hermione è stata un incrociatore leggero Classe Dido della Royal Navy. Venne impostato nei cantieri Alexander Stephen & Sons di Glasgow il 6 ottobre 1937, varato il 18 maggio 1939 ed entrò in servizio il 25 marzo 1941, in piena Seconda guerra mondiale.

## Servizio
Dopo che gli ultimi lavori furono completati, nel maggio 1941, la Hermione entrò nel Secondo Squadrone Incrociatori della Home Fleet, partecipando subito alla caccia alla Bismarck con il 2º Squadrone incrociatori al comando del Contrammiraglio Curteis. In giugno venne trasferita presso la Mediterranean Fleet, Primo Squadrone Incrociatori e la Forza H e partecipò alla scorta alle portaerei Ark Royal e Furious partite da Gibilterra per lanciare i propri aerei verso Malta, dove sarebbero stati utilizzati contro gli attacchi aerei e navali nemici.

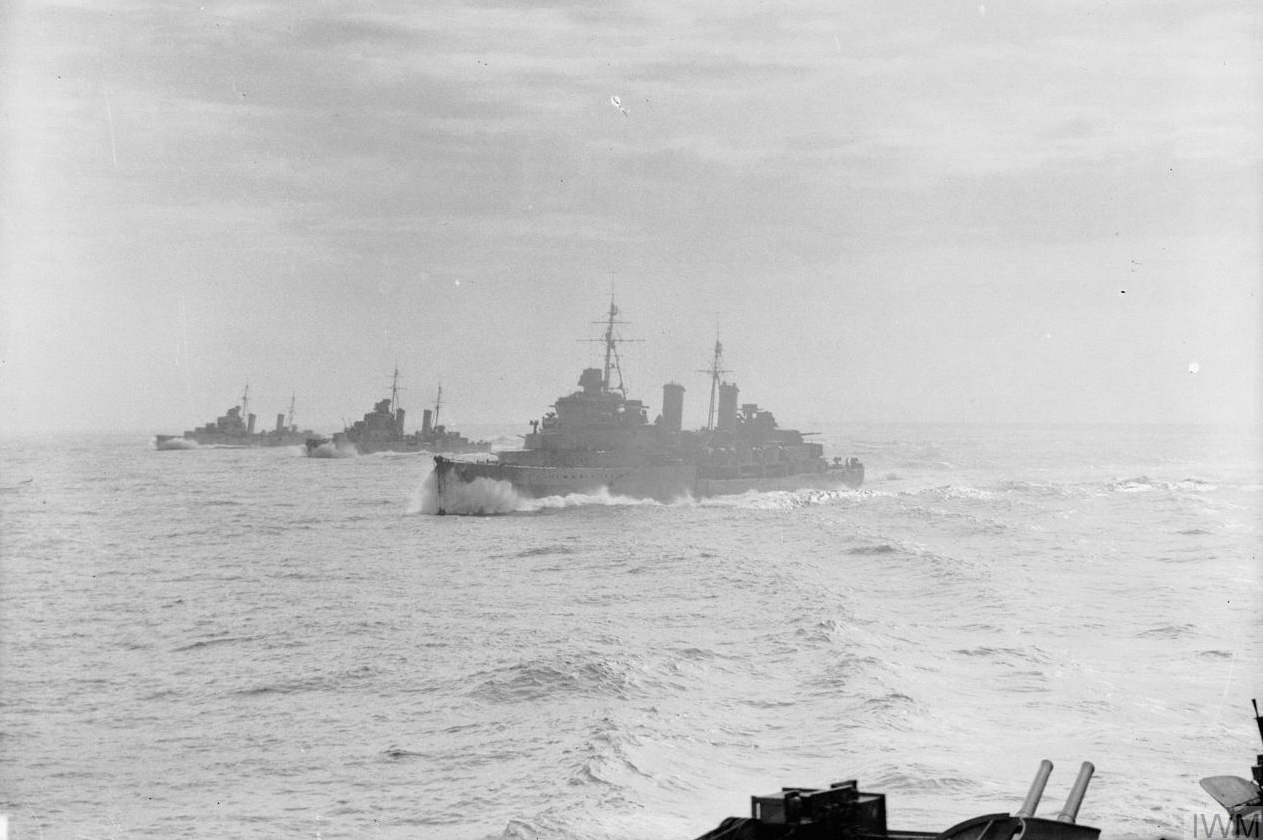
Gli Incrociatori Edinburgh, Hermione ed Euryalus in una missione di scorta ad un convoglio per Malta nel settembre 1941

Nel luglio successivo partecipò alla scorta all'incrociatore da battaglia Renown, alla corazzata Nelson e alla portaerei Ark Royal nel mediterraneo orientale e durante una missione di attacco contro un aeroporto ad Alghero. Sempre in luglio queste navi da guerra scortarono a Malta un convoglio soprannominato Operazione Substance, composto da tredici mercantili. Tutte le navi riuscirono a raggiungere la meta, anche una nave cisterna colpita da un siluro ma quasi illesa. Subito dopo essere stato colpito il mercantile aveva ridotto la velocità ed era stato lasciato indietro dal convoglio con la scorta del cacciatorpediniere Nestor, della Royal Australian Navy. Durante la notte il mercantile riuscì a tornare alla velocità di dieci nodi ma all'alba ancora si trovava lontano dal porto di arrivo. In questa situazione il cacciatorpediniere affrontò da solo un attacco aereo tedesco. Solo a questo punto la Hermione giunse sul posto in aiuto, vista anche la scarsità di munizioni antiaeree del Nestor.
Il 2 agosto seguente un aereo della Ark Royal individuò il sottomarino italiano Tembien in emersione e l'Hermione, direttasi velocemente sul posto, lo speronò affondandolo. In settembre scortò nuovamente l'Ark Royal sempre con lo scopo di rifornire la base di Malta di nuovi aerei. Nella seconda parte del mese scortò un altro convoglio di mercantili verso l'isola. In novembre partecipò alla scorta alla nave da battaglia Malaya e alle portaerei Argus e nuovamente Ark Royal sempre con lo scopo di rifornire Malta di caccia. Durante questa missione il sottomarino U-205 attaccò il gruppo da battaglia con una salva di tre siluri, nessuno dei quali andò a segno. Poche ore dopo un altro U-Boot colpì la portaerei Ark Royal con un siluro, causandone l'affondamento il giorno successivo, mentre stava per raggiungere Gibilterra a rimorchio.

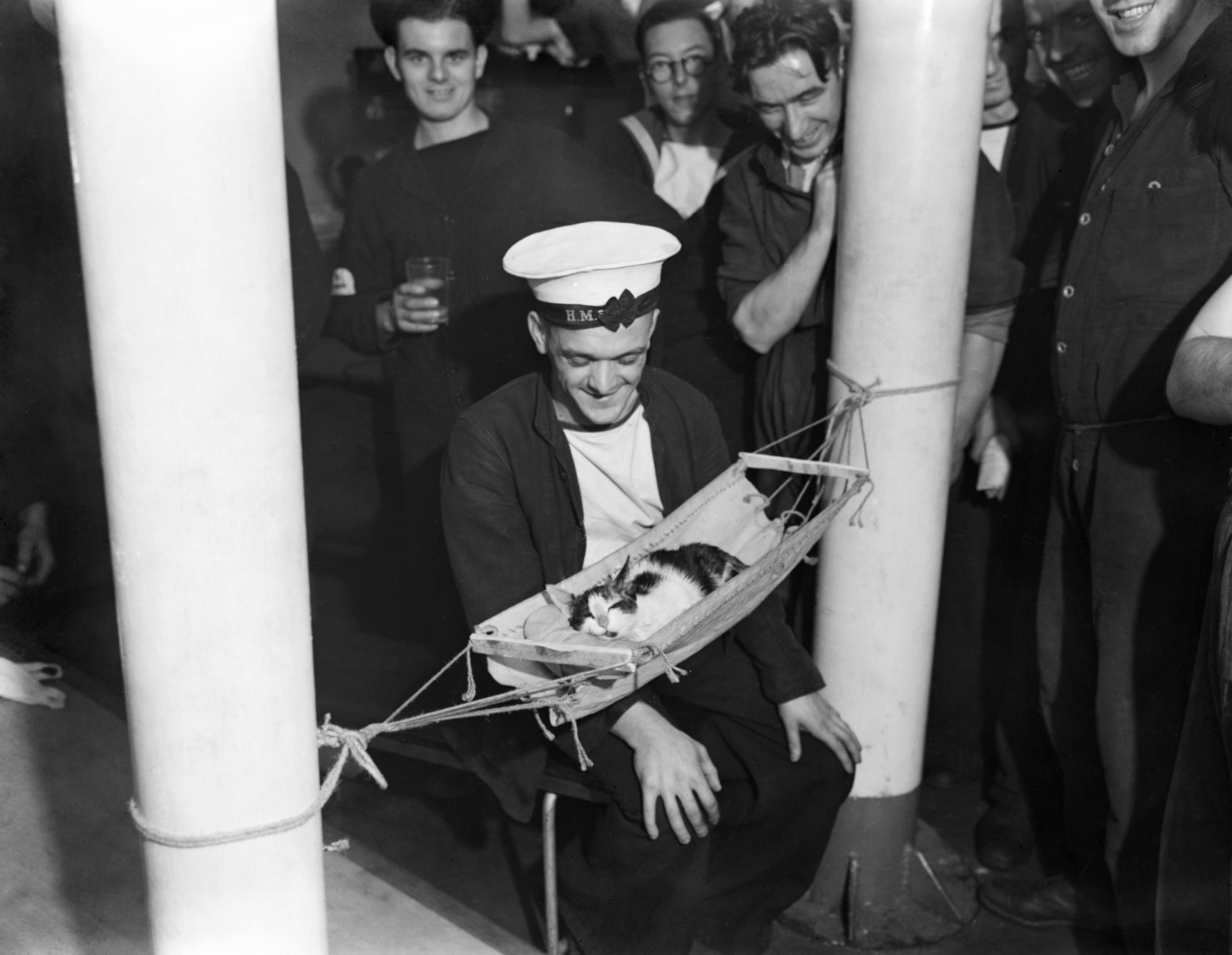
Il gatto di bordo, Convoy, assieme ad altri membri dell'equipaggio

Nel marzo 1942 un altro tentativo di trasferire aerei a Malta, questa volta con le portaerei Argus ed Eagle fallì a causa delle avverse condizioni climatiche. L'operazione venne ripetuta pochi giorni dopo e questa volta 16 caccia Supermarine Spitfire riuscirono a raggiungere l'isola. Sempre in marzo l'Hermione scortò il convoglio di invasione diretto a Durban per l'Operazione Ironclad, che prevedeva l'invasione del Madagascar.
Nell'aprile seguente la nave, giunta a Freetown in Sierra Leone, si trasferì a Simon's Town, in Sudafrica, per entrare in bacino di carenaggio per delle limitate riparazioni. Dopo tre giorni tornò in servizio e si trasferì nelle acque a Nord Ovest del Madagascar. In giugno tornò nel Mediterraneo entrando nel Quindicesimo Squadrone Incrociatori insieme alle navi della stessa classe Cleopatra, Dido ed Euryalus.
Il 16 giugno, tornando ad Alessandria d'Egitto dopo il fallimento dell'Operazione Vigorous, sfociata nella battaglia di mezzo giugno, la nave venne silurata dal sottomarino tedesco U-205 a nord di Sollum, affondando in pochi minuti. Nel naufragio morirono 87 membri dell'equipaggio.